# Nhà thờ Hồi giáo Badshahi
Nhà thờ Hồi giáo Badshahi (Punjabi và tiếng Urdu: بادشاہی مسجد, Hay "Nhà thờ Hồi giáo Imperial") là một kỷ nguyên Mughal nhà thờ Hồi giáo ở Lahore, thủ phủ của Pakistan tỉnh Punjab, Pakistan. Nhà thờ Hồi giáo này nằm ở phía tây của Pháo đài Lahore dọc theo vùng ngoại ô của Thành phố tường bao Lahore, và được coi là một trong những địa danh mang tính biểu tượng nhất của thành phố Lahore.
Nhà thờ Hồi giáo Badshahi được Hoàng đế Aurangzeb xây dựng vào năm 1671, với việc xây dựng nhà thờ này kéo dài trong hai năm cho đến năm 1673. Nhà thờ này là một ví dụ quan trọng của kiến trúc Mughal, với bề ngoài được trang trí bằng sa thạch đỏ chạm khắc với khảm đá cẩm thạch. Nó vẫn là nhà thờ Hồi giáo lớn nhất trong thời đại Mughal, và là nhà thờ Hồi giáo lớn thứ hai ở Pakistan. Sau sự sụp đổ của Đế quốc Mughal, nhà thờ Hồi giáo đã được sử dụng làm đồn trú của Đế chế Sikh và Đế quốc Anh, và hiện là một trong những điểm tham quan mang tính biểu tượng nhất của Pakistan.